# Marc Kahlenberg
Pour les articles homonymes, voir Kahlenberg.
Marc Kahlenberg est un rabbin français, d'origine galicienne (polonaise),  rabbin de Belfort, puis rabbin de Bruxelles. Il est le fils du rabbin hassidique Moïse Kalhenberg, de Metz, déporté à Auschwitz.

## Éléments biographiques
Le rabbin Marc (Hayyim Mordekhai) Kahlenberg est le fils du rabbin Moïse Kalhenberg et de Chana Gittel Kahlenberg, née Teitelbaum (7 juillet 1883-septembre 1942). Son grand-père paternel est le rabbin Avraham Yehudah Feibush Kahlenberg, un Posseq à la cour du Kopycznitzer Rebbe. Son grand-père maternel est le rabbin Yisrael Mordechai Teitelbaum, un hassid de Husyatin. Marc Kahlenberg est issu d'une longue lignée de rabbins et il suit leur voie. Ses origines sont hassidiques, il devient rabbin de communautés plus modernes. Son frère, Pinchas Kalhenberg, devient aussi rabbin et Hazzan.
Le rabbin Marc Kahlenberg fait ses études rabbiniques au Séminaire israélite de France (SIF), à Paris. Parmi ses collègues au Séminaire se trouve le rabbin David Feuerwerker. Ils visitent ensemble avec d'autres jeunes rabbins français, le Pavillon de la Palestine (c'est avant l'établissement de l'État d'Israël), en 1937.
Durant la Seconde Guerre mondiale, le rabbin Kahlenberg devient le rabbin de Montauban. Arrêté par la Gestapo en septembre 1943, il est libéré à la suite de « l’intervention énergique » de l’évêque de Montauban, Théas,.
Les parents du rabbin Marc Kahlenberg sont internés au Camp de la Lande de Monts, à Monts, en Indre-et-Loire, après s'être réfugiés à Bordeaux, après l'annexation de l'Alsace-Lorraine, par les nazis. Le rabbin Moïse Kahlenberg demande à son fils, Marc, de l'aider à obtenir un visa pour les États-Unis. D'autres rabbins essaient aussi d'aider, comme le Grand-Rabbin de Paris Julien Weill et le rabbin Élie Bloch, mais sans succès.
Les parents du rabbin Marc Kalhenberg sont déportés de Drancy vers Auschwitz, par le Convoi no 31 du 11 septembre 1942 et assassinés au lendemain de leur arrivée à Auschwitz. Une semaine plus tard, son grand-père paternel est lui aussi assassiné.
Les deux frères, Marc et Pinchas Kahlenberg, survivent à la guerre mais restent marqués par la Shoah.
En 2005, les sermons du rabbin Moïse Kahlenberg durant la Shoah ont été édités par la Rebbetzin Esther Farbstein, une historienne de l'Holocauste, sous le titre: Yedei Moshe. Sermons From Concentration Camps in France,,. Ce manuscrit inédit contient neuf sermons (derashot) et d'autres textes.
Le rabbin Marc Kahlenberg écrit, en hébreu, une longue introduction au livre de son père, qu'il appelle : "Ovi, Mori" (Mon Père, mon Maître").
Le rabbin Marc Kahlenberg devient d'abord rabbin de Belfort.
En février 1956, il devient le rabbin de la Grande synagogue de Bruxelles. Il accueille la reine Fabiola, le 6 juin 1963. Il n'hésite pas à prendre position, mettant les points sur les "i", lorsqu'il écrit un article sur la grandeur des Sages et leur attitude envers l'humanité.
Il prend sa retraite en 1979, après avoir passé 23 ans comme rabbin de Bruxelles, pour aller s'établir à Netanya en Israël.